# مارسسن
مارسسن (به هلندی: Maarssen) یک منطقهٔ مسکونی در هلند است که در استیختسه فخت واقع شده‌است. مارسسن ۳۰٫۸۶ کیلومتر مربع مساحت و ۳۹٬۳۶۳ نفر جمعیت دارد.